# Chris Geere
Christopher William Geere (nacido el 18 de marzo de 1981) es un actor inglés. Es conocido por interpretar el papel principal de Jimmy Shive-Overly en la serie de comedia oscura de los canales FX y FXX You're the Worst (2014), Roger Clifford en la película Detective Pikachu del 2019 y Slappy el Muñeco / Kanduu en la serie de Disney+/Hulu titulada Goosebumps  (2023).

## Biografía
Geere se graduó en la Guildford School of Acting y comenzó su carrera en el escenario junto a Judi Dench en All's Well That Ends Well de la Royal Shakespeare Company. 
Geere se casó con la pianista y cantautora Jennifer Swadon en 2010. Su hijo Freddie Badoo nació en 2012.

## Filmografía

### Cine
| Año  | Título                                      | Papel                  | Notes                 |
| ---- | ------------------------------------------- | ---------------------- | --------------------- |
| 2003 | Wondrous Oblivion                           | Mrs. Wilson's grandson |                       |
| 2007 | Blood and Chocolate                         | Ulf                    |                       |
| 2008 | Lawnchairs & Grappling Hooks                | Simon                  | Cortometraje          |
| 2008 | The Prince and Me 3: A Royal Honeymoon      | King Edvard/Eddie      | Directamente en video |
| 2010 | The Prince and Me 4: The Elephant Adventure | King Edvard/Eddie      | Directo a video       |
| 2011 | Endless                                     | Abraham                | Cortometraje          |
| 2012 | Cleanskin                                   | Nick                   |                       |
| 2013 | After Earth                                 | Hesper Navigator       |                       |
| 2014 | The Last Showing                            | Jamie                  |                       |
| 2016 | Urge                                        | Vick                   |                       |
| 2016 | Deadtectives                                | Sam Whitner            |                       |
| 2019 | Pokémon: Detective Pikachu                  | Roger Clifford/Ditto   |                       |

### Televisión
| Año                  | Título                            | Rol                               | Notas                                                   |
| -------------------- | --------------------------------- | --------------------------------- | ------------------------------------------------------- |
| 2001                 | Band of Brothers                  | German Soldier                    |                                                         |
| 2002                 | TLC                               | Medical Student                   | 1 episodio                                              |
| 2002                 | Casualty                          | Longfellow                        | 1 episodios                                             |
| 2003                 | Trust                             | Andy Boyd                         | 3 episodios                                             |
| 2003                 | Adventure Inc.                    | Ben                               | 2 episodios                                             |
| 2003                 | Danielle Cable: Eyewitness        | Josh Harman                       | TV movie                                                |
| 2003                 | Reversals                         | Student                           | TV movie                                                |
| 2004                 | The Bill                          | Michael Sparks                    | 1 episodio                                              |
| 2005                 | Family Affairs                    | Joel Dobson                       | 2 episodios                                             |
| 2006                 | Bombshell                         | Gunner Dean McGowan               | 7 episodes                                              |
| 2007–2009, 2011–2012 | Waterloo Road                     | Matt Wilding                      | 55 episodios                                            |
| 2008                 | EastEnders                        | Anton                             | 2 episodios                                             |
| 2010                 | Hollyoaks                         | Dale Greer                        | 1 episodios                                             |
| 2010                 | Missing                           | Lee Beckett                       | 1 episodio                                              |
| 2010                 | Pete Versus Life                  | Kurt                              | 5 episodios                                             |
| 2010                 | Holby City                        | Patrick Wright                    | 1 episodio                                              |
| 2012                 | Doctors                           | Tom Malone                        | 1 episodio                                              |
| 2012                 | Little Crackers                   | Harry                             | 1 episodio                                              |
| 2013                 | The Spa                           | Bolek Glodwisky                   | 6 episodios                                             |
| 2013                 | Trollied                          | Richard France                    | Series 3                                                |
| 2014                 | Death in Paradise                 | Max Leigh                         | 4 episodios                                             |
| 2014                 | Outnumbered                       | Tommy                             | Temporada 5, Episodio 6                                 |
| 2014                 | You're the Worst                  | Jimmy Shive-Overly                | Protagonista                                            |
| 2017                 | Ill Behaviour                     | Joel                              | 3 eposodio                                              |
| 2018                 | Modern Family                     | Dr. Arvin Fennerman               | 1 episodio                                              |
| 2020–2022            | This is Us                        | Phillip                           | invitado en la temporada 5; principal en la temporada 6 |
| 2021                 | Hacks                             | Productor de televisión británico | invitado en la temporada 1                              |
| 2022-2023            | Kung Fu Panda: el guerrero dragón | Klaus (voz)                       | 10 episodios                                            |
| 2023                 | Goosebumps                        | Slappy el Muñeco / Kanduu         | 4 episodios – Temporada 1                               |